# Drosophila magnipectinata
Drosophila magnipectinata este o specie de muște din genul Drosophila, familia Drosophilidae, descrisă de Toyohi Okada în anul 1956. Conform Catalogue of Life specia Drosophila magnipectinata nu are subspecii cunoscute.